# Provincia di Xekong
La provincia di Xekong o Sekong (in lao ແຂວງເຊກອງ, Khwèeng Séekòong) è una provincia del Laos sud-orientale con capoluogo Xekong, chiamata anche Mueang Laman e Ban Phone. Nel censimento del 2015, la provincia contava su una popolazione di 113 048 abitanti distribuiti su una superficie di 7665 km², per una densità di 14,75 ab./km².

## Geografia fisica
La provincia di Xekong fu creata nel 1984, quando le fu assegnata una parte dei territori della provincia di Salavan. Confina ad est con il Vietnam, a sud con la provincia di Attapeu, a nord con la provincia di Salavan e ad ovest con la provincia di Champasak. La zona orientale si eleva verso le catena Annamita, mentre quella occidentale è situata sul tavoliere dei Boloven. Il fiume principale è il Xekong, un affluente del Mekong.
Rispetto alle altre province del paese, Xekong è la terza più piccola per estensione, se si esclude la prefettura di Vientiane, equiordinata alle altre province. È la penultima per numero di abitanti ed è la terzultima per densità di popolazione. È una delle aree più remote del paese e fino a qualche anno fa, durante la stagione delle piogge, buona parte della provincia era inaccessibile. Tale isolamento ha preservato il patrimonio forestale, le biodiversità e le tradizioni dei gruppi etnici tribali presenti nella zona. L'arteria stradale che collega la provincia con Pakse e con il resto del paese, negli ultimi anni è stata migliorata. Sono anche stati approvati i progetti, finanziati dal governo vietnamita, per la costruzione di due nuove strade che colleghino la provincia con il Vietnam.

## Geografia antropica

### Suddivisioni amministrative
La provincia di Xekong è suddivisa in quattro distretti (in lao: ເມືອງ, trasl.: mueang):
| Codice | Nome traslitterato del distretto | Nome lao  |
| ------ | -------------------------------- | --------- |
| 15-01  | mueang Lam Mam                   | ເມືອງລະມາມ |
| 15-02  | mueang Kaleum                    | ເມືອງກະເລິມ |
| 15-03  | mueang Dak Cheung                | ເມືອງດັກເຈິງ |
| 15-04  | mueang Tha Teng                  | ເມືອງທ່າແຕງ |

## Cultura
Solo il 3% della popolazione appartiene all'etnia lao, il gruppo dominante nel paese. Il restante 97% appartiene alle etnie tribali che fanno parte del cosiddetto gruppo dei lao theung, letteralmente "lao medi", stanziati nei territori intermedi tra l'alta montagna e la pianura. Tra queste etnie, le maggiori sono quelle degli Alak (21% della popolazione provinciale), dei Katu (20%), dei Taliang (19%) e dei Ngae (11%). Parlano lingue appartenenti alla famiglia mon khmer.
Per tradizione, i lao hanno sempre considerato questi gruppi tribali come razze inferiori e non civilizzate, legate alla vita della foresta ed alla professione di religioni basate sull'animismo. I lao theung non hanno un proprio alfabeto e non hanno mai voluto integrarsi nel tessuto sociale e politico statale. I lao riconoscono comunque l'autorità di queste tribù, che popolavano il paese prima di loro, e lo manifestano in alcune cerimonie tradizionali. Il distacco che i lao hanno sempre tenuto, ha permesso ai lao theung di godere di un buon grado di autonomia.
Durante il periodo coloniale dell'Indocina francese e durante la guerra civile che lo ha seguito, queste etnie hanno spesso giocato un ruolo importante, schierandosi con i comunisti del Pathet Lao alla ricerca di margini di autonomia. Tale impegno fu premiato dal nuovo governo con l'attuazione di piani di sviluppo delle zone dove sono stanziati e con l'istituzione della provincia di Xekong. In seguito, il tentativo di promuovere l'integrazione dei lao theung è stato spesso gestito dal governo con superficialità e scarsa assistenza. Il forzato spostamento a valle di molte delle comunità, con l'abbandono delle zone dove vivevano da secoli, ha generato fenomeni di disagio sociale.

## Economia
Gli abitanti della provincia hanno da secoli praticato un'agricoltura di sussistenza, l'economia si è dunque basata sulle risorse forestali. Il miglioramento della rete stradale sta portando allo sfruttamento di tali risorse sia da parte di aziende laotiane che di aziende vietnamite. Il progressivo disboscamento sta avendo luogo senza un piano sostenibile di sostituzione degli alberi tagliati.